# Chata na Magórach
Chata na Magórach lub Chatka Magóry – prywatne schronisko turystyczne (chatka studencka), położone na terenie przysiółka Magury w granicach administracyjnych Piwnicznej-Zdroju w Beskidzie Sądeckim. Obiekt położony jest na wysokości 831 m n.p.m. na północnych stokach szczytu Świni Groń, ok. 200 m od granicy państwowej.
Chata jest czynna cały rok i posiada ok. 40 miejsc noclegowych. Na parterze Chaty znajdują się: pokój gospodarza, kuchnia oraz salon dla gości i łazienka z ciepłą wodą. Na poddaszu urządzony jest pokój wieloosobowy z pryczami i materacami dla ok. 20 osób. W dawnej stodole zostały zaadaptowane dwa kolejne pomieszczenia: Stajenka, gdzie znajduje się ok. 12-15 miejsc noclegowych na łóżkach piętrowych. Do dyspozycji gości jest piec z blachą do gotowania i pełne wyposażenie kuchenne (garnki, talerze, sztućce) oraz Obserwatorium – pokój na poddaszu z 10 miejscami na materacach. Chatka stoi na skraju dużej polany, gdzie można rozbić namiot. Jest też miejsce na ognisko z ławami wokół i wiszącym grillem.

## Dojście do chatki
z Piwnicznej-Zdroju:
 szlakiem zielonym (granicznym) w kierunku Obidzy i Eliaszówki, czas przejścia ok. 1,5-2 godz.
z Kosarzysk:
 szlakiem niebieskim (tym co schodzi z Niemcowej) w kierunku Eliaszówki, czas przejścia ok. 1 godz.
z Obidzy:
 szlakiem zielonym (granicznym) czas przejścia ok. 1 godz.
 można kontynuować do/z Jaworek szlakiem czerwonym (2 h)
z Litmanovej:
szlakiem pielgrzymkowym z góry Zvir przez Eliaszówkę (45 min)
szlak oznaczony jest niebieskimi wstążkami oraz tabliczkami (kierunek Mnišek n/P.)
z Eliaszówki kontynuujemy szlakiem zielonym (25 min)
Ze Starej Lubovni:
Stara Lubovna - Vabec szlakiem niebieskim
Dalej prowadzi nowo wyznaczony szlak na Zvir/Eliaszówkę/Obidzę, oznaczony żółtymi wstążkami oraz tabliczkami

## Piesze szlaki turystyczne
Piwniczna-Zdrój dw. PKP – Piwowarówka – Chata na Magórach – Eliaszówka – Gromadzka Przełęcz
 (szlak gminny) Kamienny Groń – Kosarzyska – Chata na Magórach